# Банан

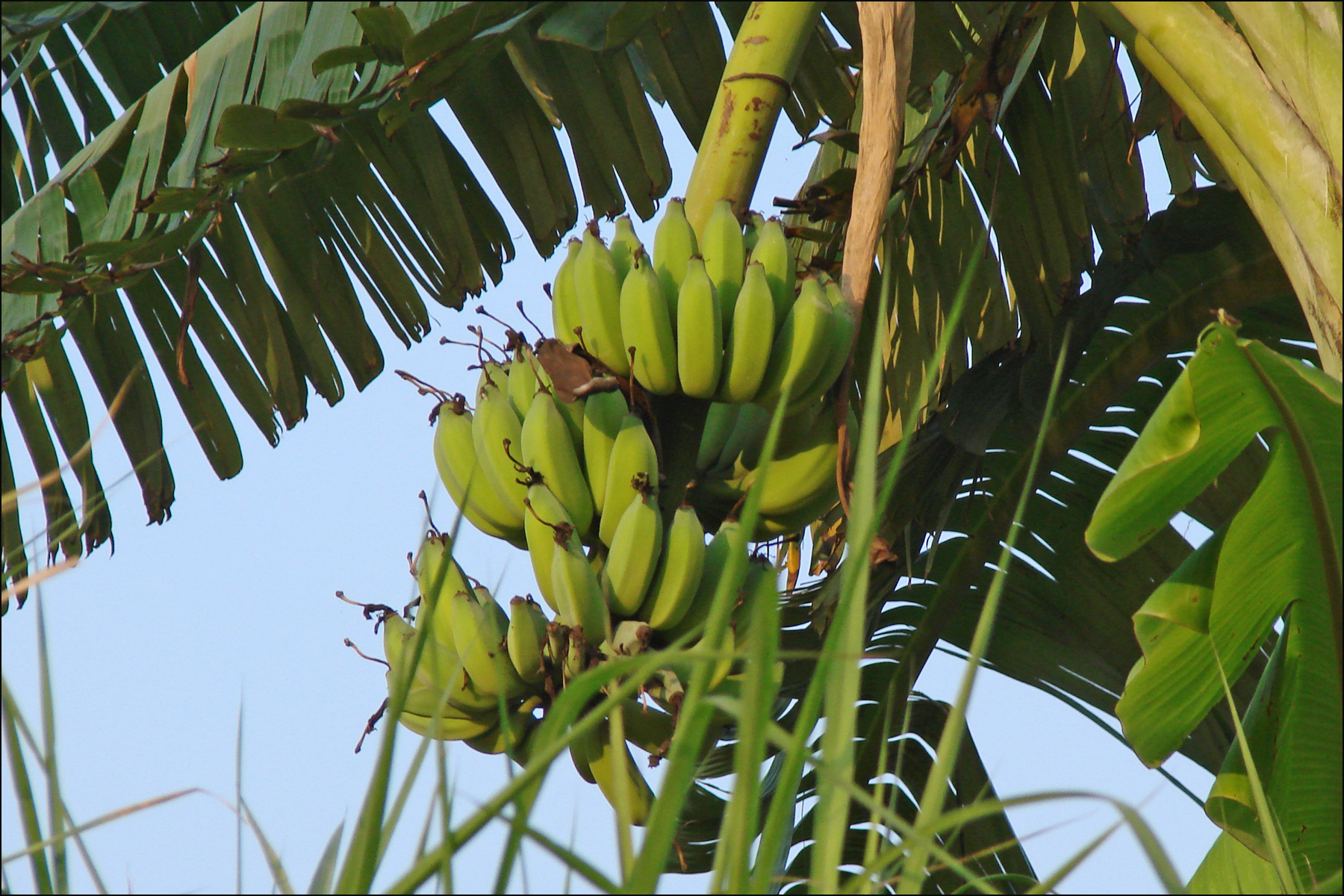
Созревающие плоды банана (Вьетнам)

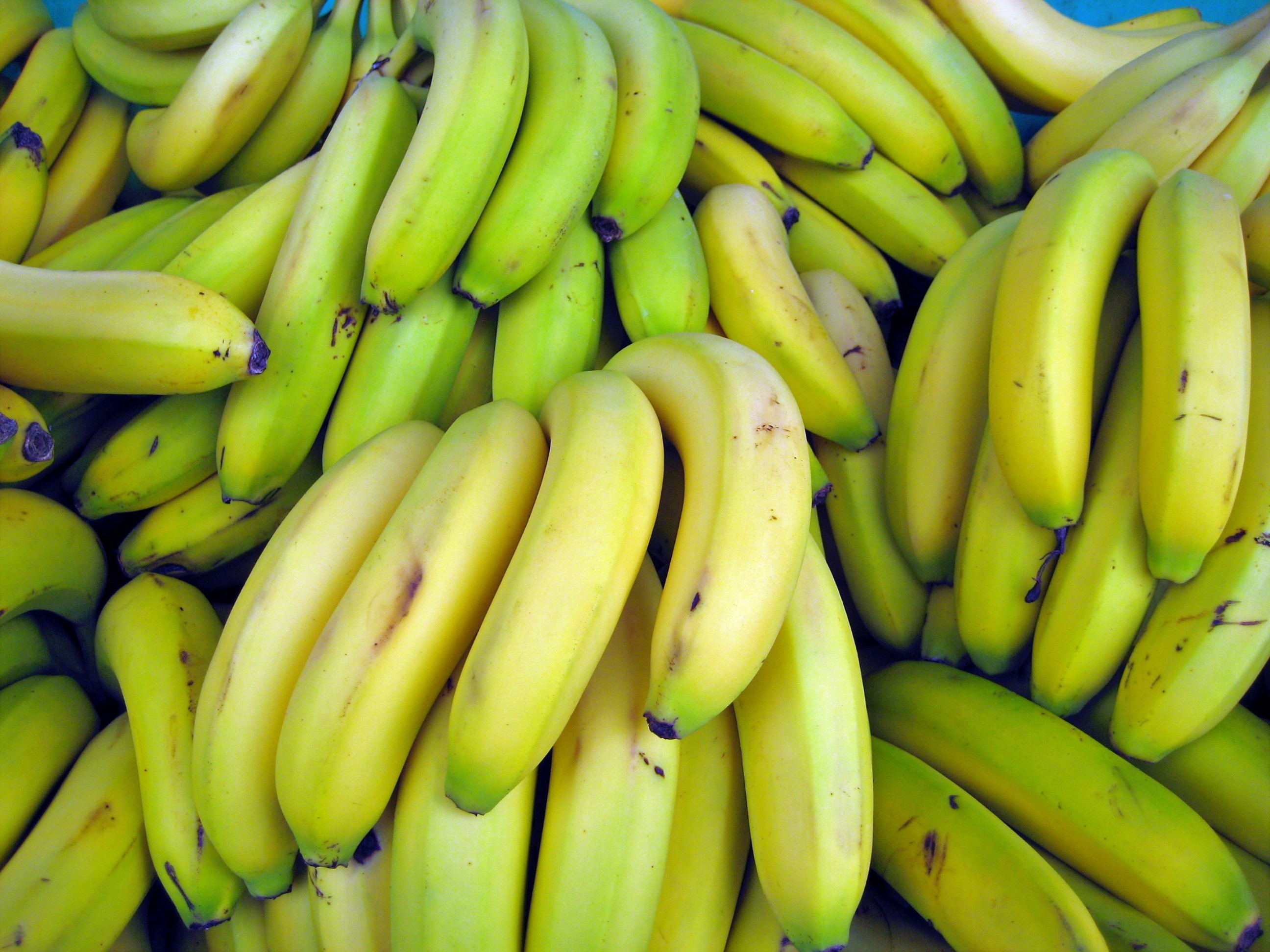
Типичные товарные бананы — недозрелые сорта '

Бана́н — название съедобных плодов культивируемых растений рода Банан (Musa); обычно под таковыми понимают Musa acuminata и Musa × paradisiaca, а также Musa balbisiana, Musa fehi, Musa troglodytarum и ряд других. Также бананами могут называть плоды Ensete ventricosum (строго говоря, являющегося представителем другого рода семейства Банановые). С ботанической точки зрения банан является ягодой, многосеменной и толстокожей. У культурных форм часто отсутствуют семена, ненужные при вегетативном размножении. Плоды имеют длину 6—30 см и диаметр 2—5 см. Соплодия могут состоять из 300 плодов и иметь массу до 50—60 кг.
Бананы — одна из древнейших пищевых культур, а для тропических стран — важнейшее пищевое растение и главная статья экспорта. Спелые бананы широко употребляются в пищу по всему миру, их используют при приготовлении большого количества блюд. Помимо употребления в свежем виде, в кухне некоторых народов бананы могут зажариваться или вариться как в очищенном, так и в неочищенном виде. Их также сушат, консервируют, используют для приготовления банановой муки, мармелада, сиропов, вин. Бананы применяются также в качестве корма для скота. Запах бананов определяют изовалерианово-изоамиловый и уксусно-изоамиловый эфиры. Выращиваются в тропических и субтропических районах с жарким влажным климатом. Существует много сортов съедобных видов банана.
Размер, цвет и форма могут значительно различаться в зависимости от вида или сорта, но чаще всего они имеют продолговатую цилиндрическую или трёхгранную форму, выпрямленную либо закруглённую. Длина плода варьирует в пределах от 3 до 40 см, толщина — от 2 до 8 см. Цвет кожицы может быть жёлтым, зелёным, красным или даже серебристым. Мякоть белая, кремовая, жёлтая или оранжевая. В незрелом состоянии она твёрдая и клейкая, но по мере созревания становится мягкой и сочной.
Во многих странах бананы являются одним из основных источников питания — например, в Эквадоре годовое потребление этого продукта составляет 73,8 кг на одного человека (для сравнения, в России этот показатель равен 7,29 кг). Существенную долю потребления бананы также составляют в Бурунди (189,4 кг), Самоа (85,0 кг), Коморских Островах (77,8 кг) и на Филиппинах (40,6 кг).

## Культивирование

### История

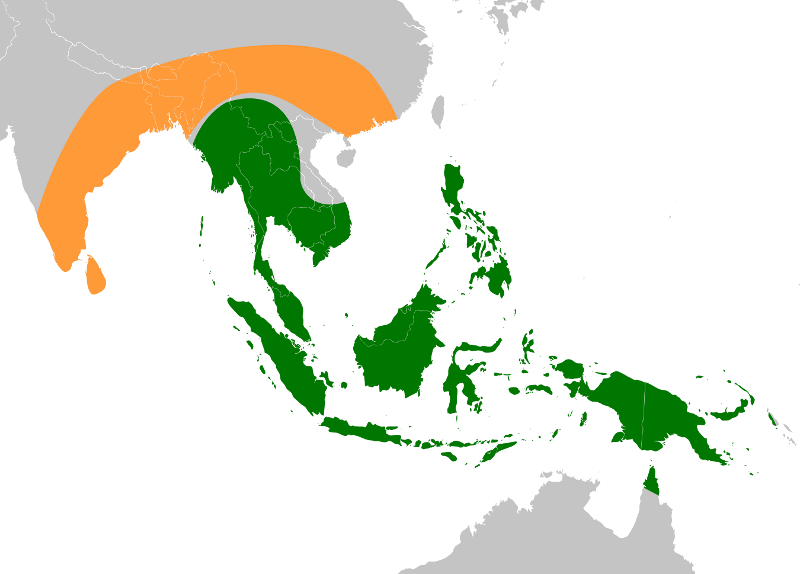
Природные ареалы основных культивируемых видов бананов. Ареал Musa acuminata показан зелёным цветом, Musa balbisiana — оранжевым.

Банан — одно из самых древних культивируемых растений. Его родиной считаются острова Малайского архипелага, где, как полагают учёные, древние жители выращивали их и употребляли в пищу как дополнение к рыбной диете. Путешествуя по островам Тихого океана, они запасались известными им фруктами и таким образом способствовали распространению бананов. Первым из современных учёных, установившим географическое происхождение бананов, стал один из основоположников научной селекции академик Н. И. Вавилов, который в 1920—1930-х годах исследовал различные регионы мира и описал результаты в труде «Центры происхождения культурных растений».

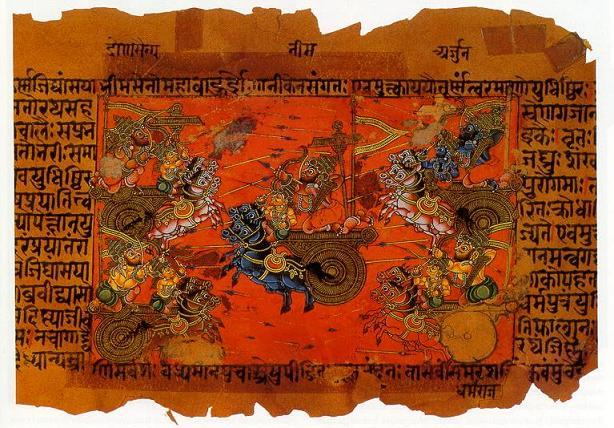
Одно из первых письменных упоминаний бананов содержится в древних индийских рукописях «Махабхараты»

Наиболее ранние письменные упоминания об этом растении дошли до нас в памятнике индийской культуры Ригведа (XVII—XI вв до н. э.) — вероятно, к тому времени бананы с помощью мореплавателей уже были интродуцированы на Индийском субконтиненте. В этом источнике бананы были названы съедобным растением наряду с манго и крыжовником. Растение неоднократно упоминается в древнейших индийских эпосах Махабхарата и Рамаяна, созданных предположительно в XIV веке до н. э. В частности, в книге Аранья-канда из сборника Рамаяна говорится, что члены царской семьи носили одежды, сотканные из волокон банановых листьев. В буддийском каноне на языке пали, обнаруженном на Цейлоне и относящемся к V—VI векам до н. э., описывается, что монахам разрешено в праздничные дни пить напиток, приготовленный из бананов. Первым неиндийским письменным источником, в котором можно найти упоминание о банане, считается «История растений» древнегреческого философа Теофраста, жившего в IV веке до н. э. В этой работе философ сделал первую попытку систематического описания растений, благодаря чему его считают одним из основателей ботаники. Китайский тактик и писатель Ян Фу (кит. 楊阜), живший во времена китайской династии Лян (502—557 гг.), в своей «Энциклопедии диковинок» впервые упоминает о разведении бананов в этой стране. Римский писатель Плиний Старший в «Естественной истории» (77 год) упоминает о том, что Александр Македонский во время своего похода в Индию в 327 году до н. э. попробовал этот фрукт и даже привёз его с собой в Европу. Если до тех пор в западном мире не отмечено явного обозначения для банана (греки и римляне  говорят о нём как о «замечательном индийском фруктовом дереве»), то у Плиния Старшего он впервые упоминается как «пала» («pala»). Это название до сих пор сохранилось в языках малаялам и пали (пали: kadaliphala).
Некоторые учёные полагают, что бананы были также известны и в Южной Америке до прихода европейцев. Утверждения обосновываются тем, что остатки банановых листьев находили в перуанских индейских гробницах. Кроме того, некоторые считают, что под «райским фруктом», в Ветхом Завете искушавшим Адама и Еву в раю, подразумевался именно банан. Последнее утверждение крайне спорно, поскольку ни древние египтяне, ни древние евреи о бананах ничего не знали.
После 650 года бананы были завезены из Индии в Палестину и на восточное побережье Африки — на этот раз благодаря арабам, активно торговавшим рабами и слоновой костью (до Мухаммеда арабам о бананах известно не было). В исламском мире банан был известен под именем муз (араб. موز‎, перс. موز‎, тур. Muz). Ко времени активного исследования Западной Африки европейцами, которое пришлось на XV век, бананы там уже были хорошо известны. После 1402 года португальцы привезли бананы из Гвинеи на Канарские острова, где занялись их выращиванием, а в 1516 году — спустя лишь 24 года после открытия Америки Колумбом — завезли его на остров Гаити. Последнее путешествие возглавлял испанский миссионер монах Томас де Берланга (исп. Tomas de Berlanga). Об активном выращивании бананов в Южной Америке уже в середине XVI века писал в своей «Хронике Перу» Педро де Сьеса де Леон (1553), а именно, что в районе экватора возле Пуэрто-Вьехо «есть также много испанских и местных дынь; множество овощей и бобов повсюду приносит урожай, и есть много апельсиновых деревьев и лаймов и немало бананов. В некоторых местах выращиваются необыкновенные ананасы».
Вот как описывает плод Уильям Дампир, посетивший в 1686 году Филиппины:

Небольшой, в половину длины пизанга, но более сладкий и мягкий, менее сочный, ещё более тонкого вкуса… Банан, я берусь утверждать, король среди всех плодов, не исключая и самого кокоса… Он так превосходен, что испанцы дают ему преимущество в сравнении со всеми другими плодами как самому полезному для жизни. Он вырастает длиною в 6 или 7 дюймов, толщиной в руку человека. Кожура мягкая и желтеет при созревании плода… Плод не твёрже, чем масло зимой, и такого же жёлтого цвета, как оно. Вкус у него тонкий, и он тает во рту, как мармелад.
Несмотря на то, что в тропиках бананы быстро завоевали популярность, в европейских и американских странах с умеренным климатом они ещё долгое время оставались крайне редким экзотическим продуктом, поскольку одним из основных требований к их транспортировке и хранению является поддержание постоянной температуры не выше 14 °C. Лишь во второй половине XIX века, с изобретением первых холодильных установок и строительством железных дорог, появилась стабильная возможность доставки этих фруктов на северные рынки сначала США, а затем и Европы. В 1866 году нью-йоркский торговец Карл Франк начал ввозить в США небольшие партии бананов, выращенных на плантациях близ города Колон в Панаме. В 1870 году капитан американского рыболовного судна «Телеграф» Лоренсо Бейкер привёз из Пуэрто-Антонио на Ямайке в Нью-Джерси 160 гроздей бананов и выгодно их продал, что положило начало широкой торговле этими фруктами. В 1876 году на выставке в Филадельфии, посвящённой 100-летию независимости США, бананы продавались поштучно, обёрнутыми в станиоль, по цене 10 центов за штуку, что по тем временам было очень дорого. В 1885 году капитан Бейкер, бизнесмен Эндрю Престон и девять предпринимателей основали Boston Fruit Company, развернувшую закупки бананов на островах Карибского моря. 30 марта 1899 года она объединилась с компанией Майнора Кейта в United Fruit Company. Даже в наше время далеко не все сорта этого фрукта пригодны для экспорта, и многие страны — такие как Китай, Индия, Таиланд и Бразилия — выращивают бананы только для внутреннего потребления либо экспортируют их в незначительных количествах.

### Выращивание

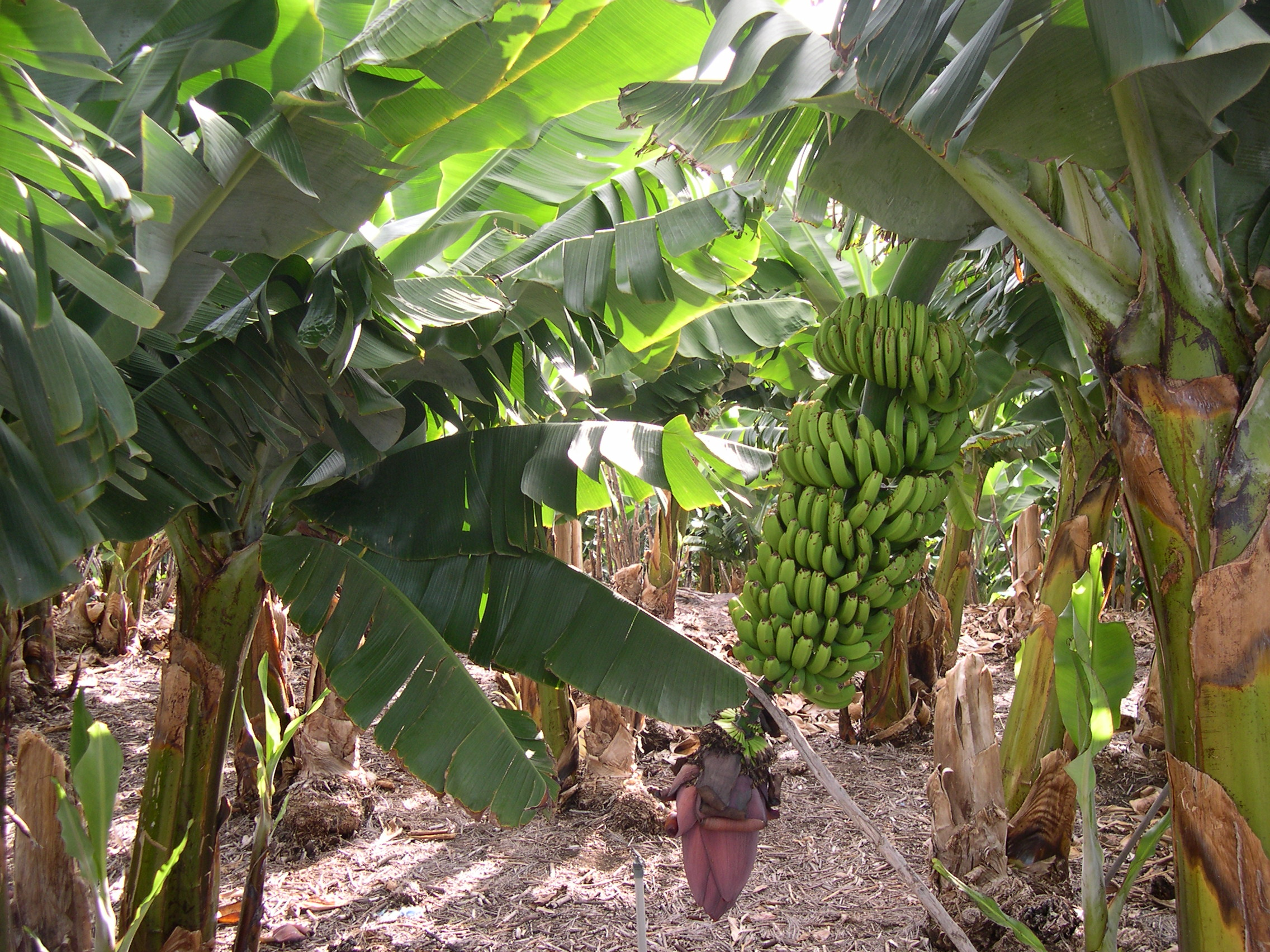
Банановая плантация

Как продукты питания бананы культивируются в тропиках — приблизительно между 30° с. ш. и 30° ю. ш., на высоте до 2000 м над уровнем моря. Наиболее благоприятными условиями для роста растений считаются температуры от 26 до 35 °C днём и от 22 до 28 °C ночью. При температуре ниже 16 °C рост значительно замедляется, а при 10 °C — прекращается вовсе. Лишь единичные сорта, такие как «Раджапури», способны выдерживать низкие температуры около 0 °C. Высота над уровнем моря, на которой растения приживаются, зависит от широты — обычно она не превышает 920 м, хотя на гавайском острове Мауи они растут на высоте до 1000 м, а в Новой Гвинее — до 2000 м над уровнем моря. Большое значение для культивирования этих фруктов также имеет определённый режим влажности — засушливый сезон не должен длиться более 3 месяцев в году, а средняя норма осадков должна составлять не менее 100 мм в месяц. Поэтому выращивание бананов исключено в условиях климата пустынь.

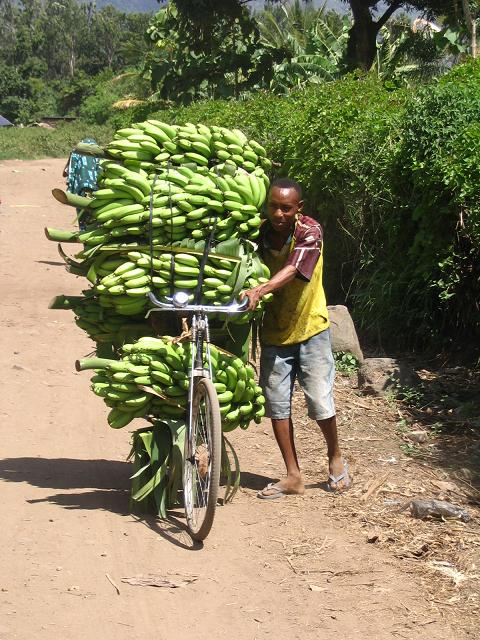
Транспортировка плодов

В случае непродолжительного похолодания банановые плантации пытаются обогреть — их затопляют водой либо окуривают дымом. Многие культуры восприимчивы к сильному ветру — неглубокая корневая система неспособна удержать растение на месте, и только рвущиеся вдоль прожилок листья уменьшают давление на него. Для выращивания в промышленных масштабах требуется хорошо дренированная, желательно кислая почва. В почве, небогатой минеральными веществами, растения при хорошем уходе также будут расти, однако в этом случае их культивация может стать экономически невыгодной. Урожайность плодов может достигать до 400 ц/га площади ежегодно.
Период полного созревания плодов, начиная с посадки, обычно занимает 10—12 месяцев, а для некоторых сортов — 17—19 месяцев. Под плантации выбирают как плодородные земли в речных долинах, так и равнинные участки и склоны холмов. Если земля не подвержена эрозии, перед посадкой её хорошо вспахивают. Размножение в основном вегетативное, реже семенами. Как правило, посадка производится перед или в начале сезона дождей — в этом случае саженцы получают необходимое им количество влаги. Плотность насаждений различается в широких пределах и зависит от многих факторов — например, при более густой посадке улучшается сопротивляемость ветру, однако увеличивается восприимчивость к заболеваниям. В целом, на одном гектаре может помещаться от 600 до 4400 растений.
Во время роста плантации тщательно пропалываются — для борьбы с сорняками используются разнообразные методы, как, например, применение гербицидов, мульчирование (обкладывание корней) сухими банановыми листьями и даже использование гусей, которые охотно поедают некоторые сорные растения, при этом не трогая бананы. Если почвы недостаточно плодородные, то их активно удобряют; состав минеральных веществ, используемых для подкормок, зависит от каждого конкретного случая — это могут быть азот, калий или фосфор.
Когда растения плодоносят, их обязательно подпирают деревянными или бамбуковыми жердями, чтобы они не сломались под тяжестью плодов, а сами плоды для лучшей сохранности покрывают старыми сухими листьями, брезентом, мешковиной или пластиком. Срезают плоды ещё зелёными, когда они созрели лишь на 75 % — в таком виде они легче транспортируются и дольше сохраняются. Чтобы бананы не потеряли свой товарный вид, их обрабатывают лимонным соком или окунают в углекислую минеральную воду. Как правило, одно и то же растение культивируется в течение 5—6 лет, после чего его урожайность заметно снижается; в обычных условиях бананы плодоносят в течение 25 лет и более.
В России бананы растут в окрестностях Сочи, но плоды не вызревают до состояния пригодности в пищу, так как температура зимой бывает ниже нуля, а период созревания очень долог. Зимой растение большей частью погибает, а с наступлением тёплых дней восстанавливается вновь. Некоторые виды бананов выращиваются прежде всего как декоративные растения.

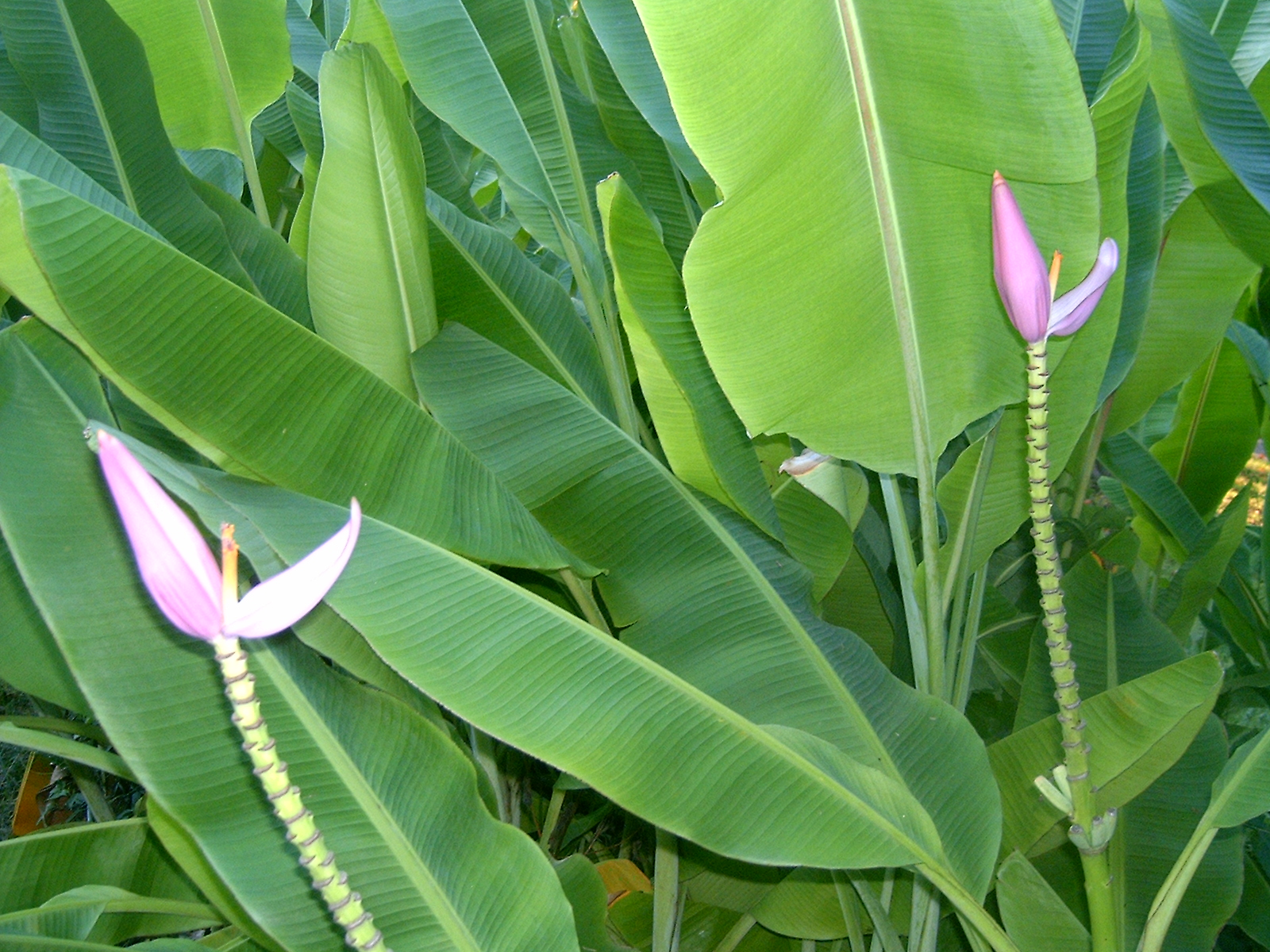
Цветение банана
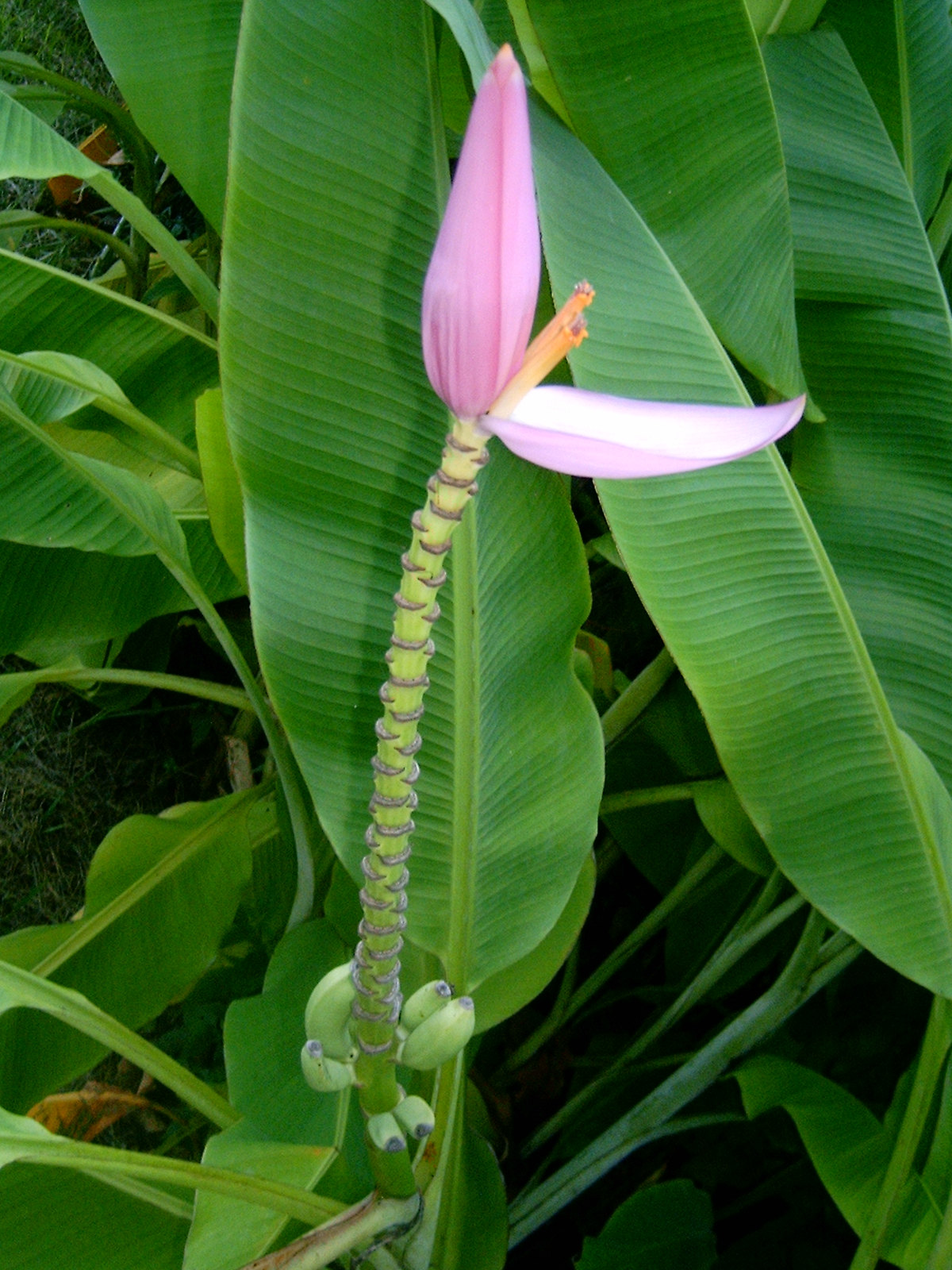
Цветки и завязи банана
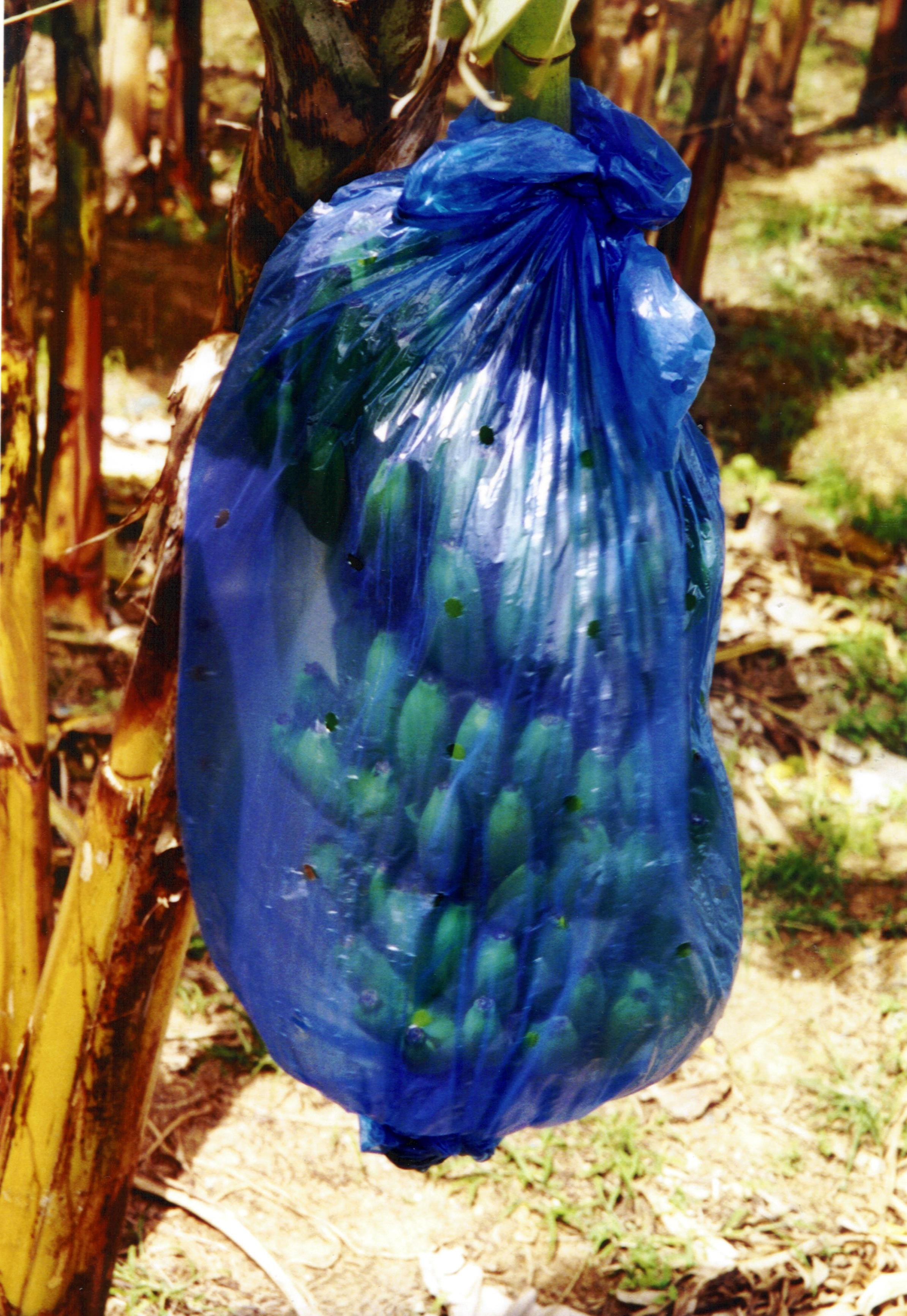
Плоды для лучшей сохранности покрывают пластиком
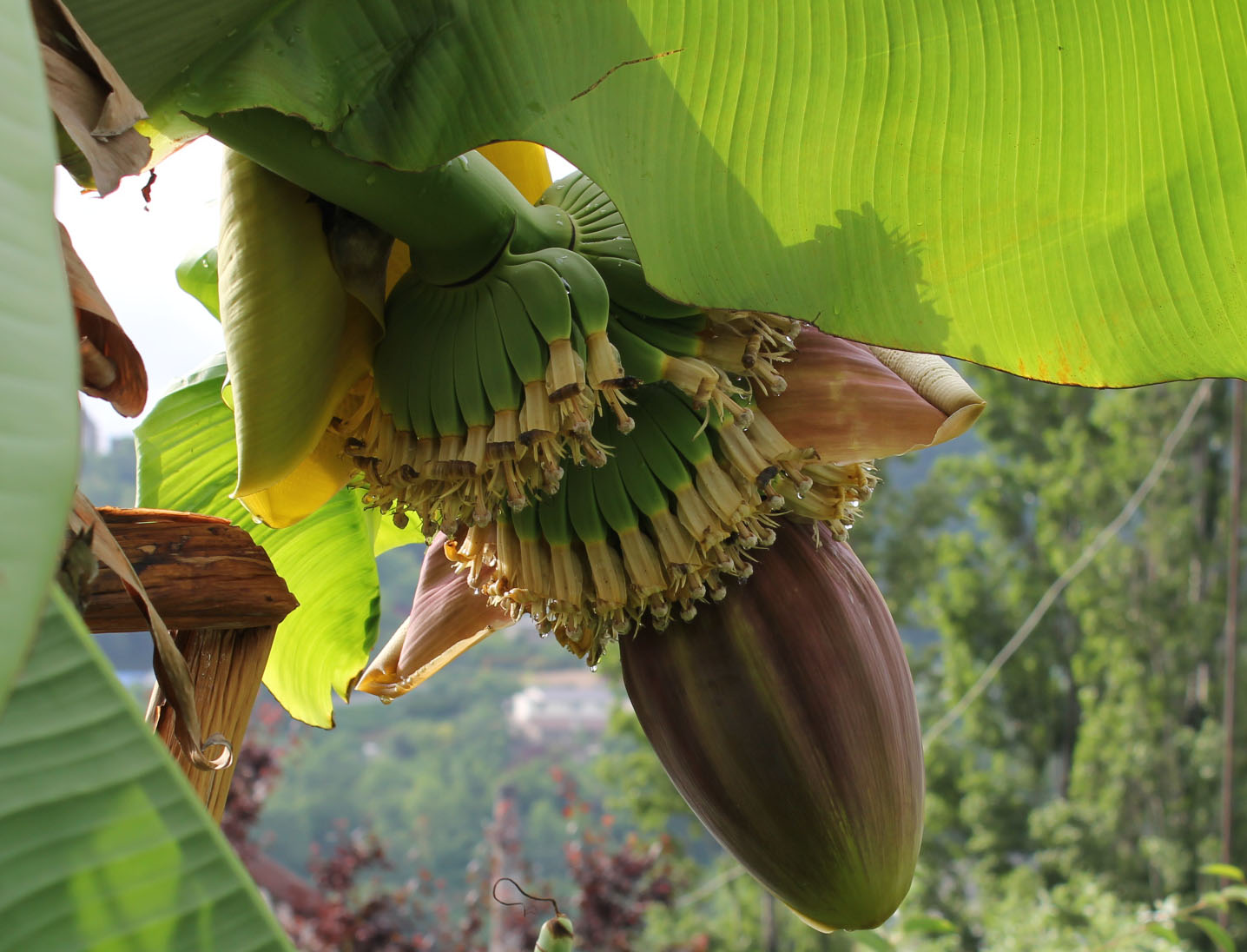
Цветок и завязь банана. Частное владение, Сочи, май 2012 года
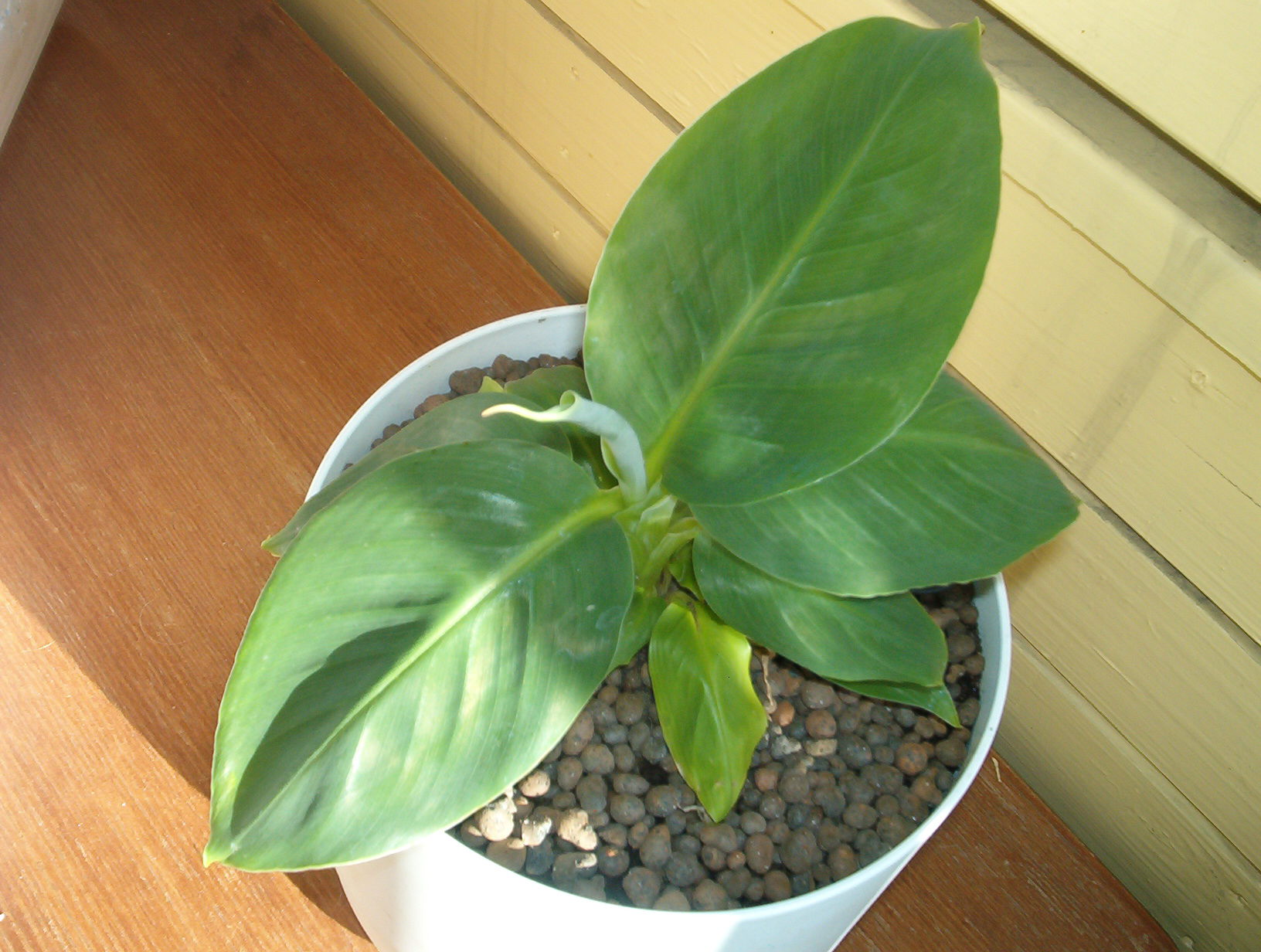
Банан в цветочном горшке

### Индустрия

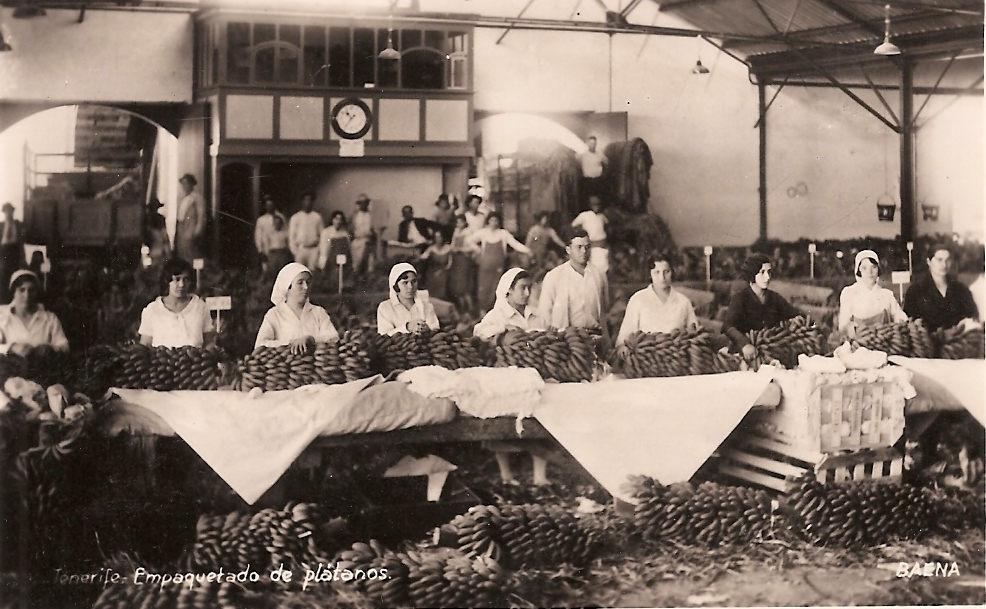
Упаковка бананов на острове Тенерифе, 1910 год

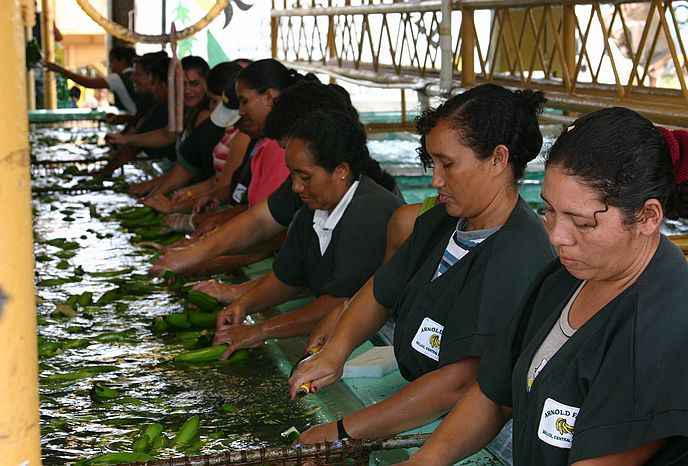
Сортировщицы бананов в Белизе отрезают бананы от ветвей, 2006 год

Расцвет индустрии бананов берёт своё начало во второй половине XIX века, когда с изобретением холодильных установок появилась возможность транспортировки этого товара в регионы с умеренным климатом. Её основателями считаются два американца — Лоренцо Бейкер и Майнор Кейт, которые независимо друг от друга в 1870 и 1872 годах занялись транспортировкой этих фруктов из стран Латинской Америки в США — первый доставлял товар из Ямайки в Бостон, а второй основал плантацию в Коста-Рике и по морю перевозил продукты в Новый Орлеан и Нью-Йорк. Первые перевозки были рискованные — в случае неблагоприятного ветра корабли задерживались в пути, и товар быстро портился.
Однако уже к началу XX века бизнес стал быстро развиваться, и с лёгкой руки американского писателя О. Генри (серия рассказов «Короли и капуста») даже появился термин «банановая республика», относящийся к экономически слабым государствам, полностью зависящим от экспорта этих фруктов. Бурный рост индустрии продолжился и в XX веке — только с 1961 по 2001 годы производство товара увеличилось более чем в 3,5 раза.
В настоящее время бананы выращивают практически во всех странах с влажным тропическим климатом, главным образом, в развивающихся. Согласно данным Продовольственной сельскохозяйственной организации ООН (ФАО), занимающейся вопросами развития сельского хозяйства, общий объём выращенных бананов в мире в 2001 году предположительно составил около 99 млн тонн (число приблизительное, поскольку учитывает весь урожай, включая также приусадебные участки). Далеко не все страны занимаются экспортом этой продукции — например, Индия, Бразилия, Китай, Таиланд выращивают её лишь для внутреннего потребления.
Однако по объёму продукции Индия и Китай, а также Филиппины занимают лидирующие позиции в мире — доля Индии составляет около 25 %, а доли Бразилии и Эквадора — по 9 % (средние показатели 2001—2005, ФАО). Около 80 % всего экспорта приходится на страны Латинской Америки — в основном это Эквадор (28,5 %), Коста-Рика (13,9 %), Колумбия (10,0 %) и Гватемала (5,8 %). Большой объём экспорта также приходится на Филиппины (11,7 %) (средние показатели 2001—2004, ФАО). Во многих островных государствах бананы приносят львиную долю доходов от экспорта — например, в Сент-Люсии она составляет почти половину (49,6 %). Основные импортёры продукции — Евросоюз (33,9 %), США (28,3 %) и Япония (7,1 %) (средние показатели 2001—2004, ФАО).
Экспорт бананов в 2019 году составил 20 млн т стоимостью 10—15 млрд долл, что превышает ранее достигнутые показатели.
| Год  | Тыс. тонн |
| ---- | --------- |
| 1965 | 26 395    |
| 1970 | 31 342    |
| 1975 | 31 350    |
| 1980 | 36 687    |
| 1985 | 39 736    |
| 1990 | 46 809    |
| 1995 | 56 610    |
| 2000 | 65 124    |
| 2005 | 78 873    |
| 2006 | 85 373    |
| 2007 | 89 822    |
| 2008 | 93 813    |
| 2009 | 97 378    |
| 2012 | 101 993   |

| Страна                   | 1985 | 1995  | 2005  | 2012  | 2017  | 2020  | 2022  |
| ------------------------ | ---- | ----- | ----- | ----- | ----- | ----- | ----- |
| Индия                    | 5389 | 10182 | 18887 | 24869 | 30500 | 31504 | 34528 |
| Китай                    | 829  | 3297  | 6666  | 10845 | 11200 | 11513 | 11777 |
| Индонезия                | 1908 | 3805  | 5177  | 6189  | 7162  | 8182  | 9245  |
| Нигерия                  | 0    | 0     | 0     | 0     | 0     | 5584  | 8019  |
| Бразилия                 | 5007 | 5801  | 6703  | 6902  | 6700  | 6637  | 6854  |
| Эквадор                  | 1969 | 5403  | 6118  | 7012  | 6300  | 6023  | 6079  |
| Филиппины                | 3704 | 4236  | 6298  | 9225  | 6100  | 5955  | 5900  |
| Гватемала                | 484  | 780   | 1231  | 2700  | 3900  | 4476  | 4763  |
| Ангола                   |      |       | 960   | 2991  | 3916  | 4115  | 4589  |
| Танзания                 | 155  | 130   | 2007  | 2524  | 3500  | 3419  | 3501  |
| Мексика                  | 1995 | 2032  | 2250  | 2204  | 2200  | 2464  | 2601  |
| Колумбия                 | 1200 | 1631  | 1798  | 1982  | 3800  | 2435  | 2522  |
| Вьетнам                  | 1080 | 1282  | 1344  | 1560  | 2100  | 2191  | 2515  |
| Коста-Рика               | 1007 | 2122  | 1875  | 2136  | 2600  | 2529  | 2494  |
| Перу                     |      |       | —     | 2082  | 1981  | 2314  | 2393  |
| Руанда                   |      |       | 2593  | 2550  | 1739  | 1118  | 2208  |
| Кения                    |      |       | 1255  | 1207  | 1434  | 1856  | 1902  |
| Доминиканская Республика |      |       | 543   | 968   | 1145  | 1232  | 1397  |
| Таиланд                  | 1580 | 1750  | 2000  | 1650  | 1114  | 1360  | 1288  |
| Бурунди                  |      |       | 1624  | 1184  | 831   | 1280  | 1272  |
| Папуа — Новая Гвинея     | 470  | 710   | 900   | 1180  | 1271  | 1261  | 1227  |
| Египет                   | 203  | 498   | 880   | 1129  | 1365  | 1382  | 1214  |
| Эфиопия                  |      |       | 211   | 302   | 493   | 898   | 1096  |
| Турция                   |      |       | 150   | 207   | 369   | 728   | 997   |
| Судан                    |      |       | 589   | 750   | 928   | 924   | 947   |
| Камерун                  |      |       | 929   | 1471  | 1246  | 1209  | 878   |
| Бангладеш                |      |       | 898   | 745   | 807   | 818   | 826   |
| Конго                    |      |       | 313   | 364   | 814   | 822   | 808   |
| Лаос                     |      |       | 148   | 365   | 946   | 706   | 737   |
| Венесуэла                |      |       | 529   | 424   | 551   | 884   | 529   |

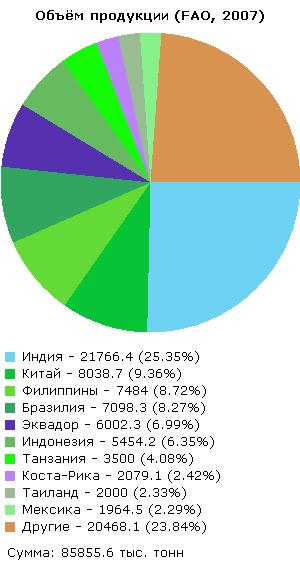
Объём продукции, 2007
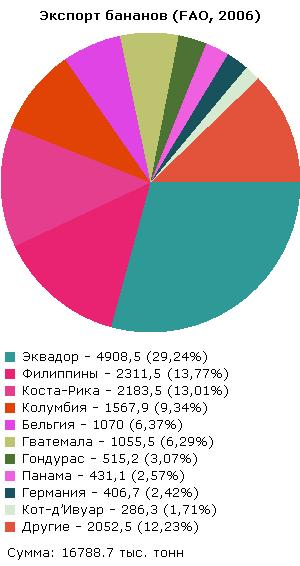
Основные экспортёры, 2006
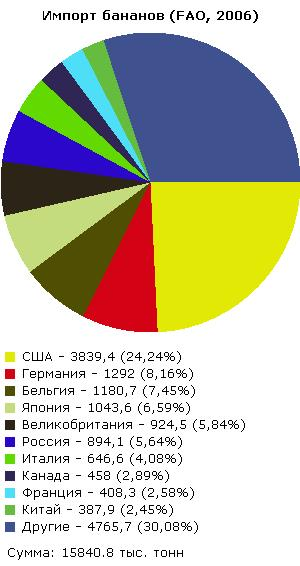
Основные импортёры, 2006
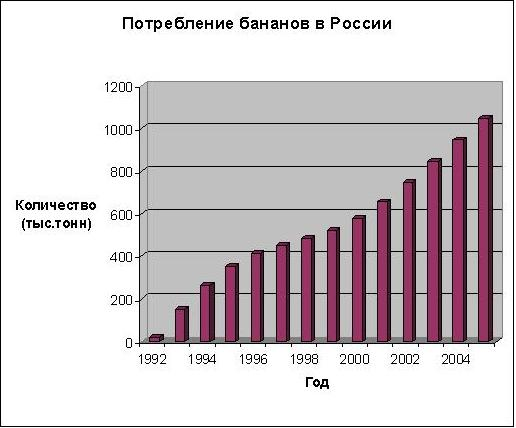
Потребление в России, 1992—2005

Созреванию бананов, как и других плодов, способствует газ этилен. Поэтому перед розничной продажей привезённые издалека зелёные бананы подвергаются газации смесью азота и этилена:76. В продажу бананы часто поступают неспелые, дозревая на полке магазина или непосредственно перед употреблением в пищу.

## Применение

### Употребление в пищу

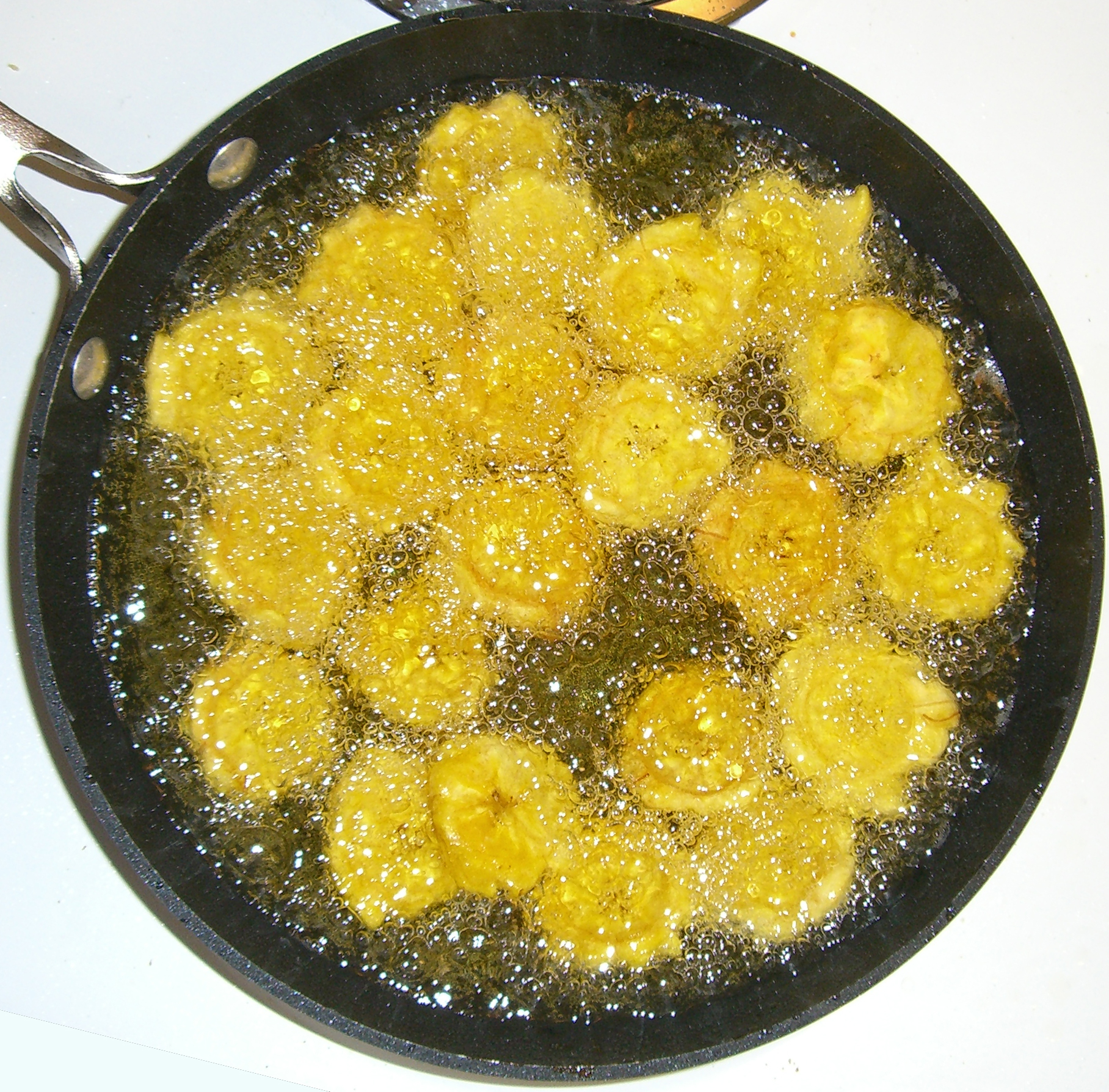
Жареный плантан

Во многих странах бананы являются одним из основных источников питания — например, только в Эквадоре годовое потребление этого продукта составляет 73,8 кг на душу населения (для сравнения, в России этот показатель равен 7,29 кг). Существенную долю потребления бананы также составляют в Бурунди (189,4 кг), Самоа (85,0 кг), Коморских Островах (77,8 кг) и на Филиппинах (40,6 кг).
Среднестатистический американец съедает в год (2020-е) до 150 кг бананов.
Съедобные сорта бананов условно делятся на две основные группы:
десертные, употребляемые, главным образом, в сыром или сушёном виде, и
плантаны (или платано), которые перед употреблением требуют термической обработки.
Мякоть десертных сортов очень сладкая на вкус, содержит большое количество углеводов, витамина C и некоторые необходимые организму минеральные вещества, такие как фосфор, железо, калий, кальций и магний (см. таблицу пищевых свойств ниже). Платано (от испанского названия платана — plátano, которое в свою очередь восходит к латинскому названию платана platanus) — как правило, плоды с зелёной или красной кожурой и крахмалистой, жёсткой и несладкой мякотью; перед употреблением в пищу их жарят, варят или обрабатывают паром. Кроме употребления в пищу, плантаны часто используют в качестве корма для домашнего скота.
Почти все выращиваемые в настоящее время бананы (как десертные сорта, так и платано) являются вариациями (или сортами) одного культигена (искусственного вида, созданного человеком) Musa × paradisiaca, который является гибридом банана заострённого (Musa acuminata), банана Бальбиса (Musa balbisiana) и реже банана Маклая (Musa maclayi).
В почерневших бананах в пять раз больше низкомолекулярных сахаров и меньше крахмала, чем в жёлтых .

#### Сорта

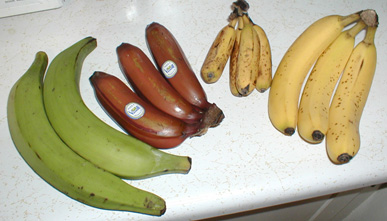
Разные сорта бананов. Слева направо: плантан, красный банан, райский банан, банан Кавендиша

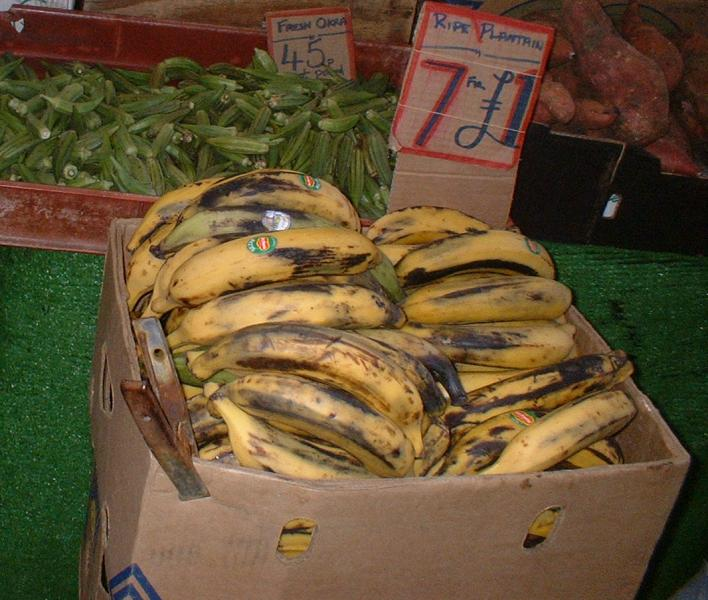
Платано выглядят заметно крупнее десертных сортов

Всего известно около 500 культивируемых сортов бананов, однако часть из них мало известна либо более не культивируется по причине поражения болезнями. По данным на 1987 год, самая большая в мире коллекция бананов, включавшая в себя более 470 сортов и около 100 видов, находилась в муниципалитете Ла-Лима в Гондурасе.
- Диплоиды (сорта с диплоидным набором в ядре (2n)):
  - Леди Фингер, или Дамский пальчик («Lady Finger», «Date», «Fig», «Dedo de Dama» и пр.) — растение высотой до 7,5 м, с тонким стеблем и хорошо развитой корневой системой. Плоды небольшие — 10—12,5 см длиной, светло-жёлтые с красно-коричневыми штрихами, с толстой кожурой, слегка ребристые. В связке 12—20 плодов. Мякоть мягкая, очень сладкая. Широко культивируется в Австралии; также распространён в Латинской Америке. Сорт устойчив к засухе, к панамской болезни и рисовому долгоносику (Sitophilus oryzae). По сравнению с сортом «Гро-Мишель» менее транспортабелен.
- Триплоиды (сорта с триплоидным набором в ядре (3n)):
  - Гро-Мишель («Gros Michel») — ранее один из самых продаваемых сортов бананов в странах Северной Америки и Европы. Культивируется в странах Центральной Америки и Центральной Африки. Высокое растение; плоды с толстой кожурой, крупные, жёлтые, сладкие, с большим количеством крахмала. Обладает хорошей транспортабельностью. Сорт начал быстро деградировать под воздействием грибка Fusarium oxysporum f.sp. cubense[англ.], вызывающего «панамскую болезнь». В последнее время практически не культивируется.
  - Карликовый Кавендиш («Dwarf Cavendish») — невысокое (1,8—2,4 м) растение с широкими листьями. Устойчив к низким (до 0 °C) температурам. Плоды ярко-жёлтые, среднего размера, тонкокожие[35]. Внешне этот сорт отличается тем, что, в отличие от других, у него при цветении мужские цветки не опадают, а засыхают, при этом оставаясь на цветоножке. На кожуре зрелых плодов (как и у других сортов из группы Кавендиш) появляются мелкие бурые пятнышки. Растёт в Западной и Южной Африке, а также на Канарских островах. Этот сорт восприимчив к чёрному долгоносику (Cosmopolites sordidus) и к круглым червям (Nematoda).
  - Гигантский Кавендиш («Giant Cavendish», «Mons Mari», «Williams», «Williams Hybrid») — растение 2,5—5 м высотой. По сравнению с «Карликовым Кавендишем» плоды с более толстой кожурой и более крупные. Культивируется на Тайване, на Гавайских островах, в Колумбии, Австралии, Мартинике и Эквадоре.
  - Лакатан («Lacatan», «Pisang masak hijau») — самое высокое растение из группы Кавендиш — высота составляет 420—490 см; длина плода 15—20 см. Произрастает на Филиппинах, в Индонезии, Малайзии и на Ямайке. Листья с красными краями. Чувствителен к чёрному долгоносику и круглым червям. В настоящее время в промышленных масштабах не выращивается по причине плохой сохраняемости плодов.
  - Робуста («Robusta») — ещё один сорт из группы Кавендиш, близкий к сорту «Лакатан», однако по сравнению с ним, более низкорослый. В промышленных масштабах культивируется в Бразилии, Самоа, Фиджи и Австралии. В последнее время всё больше выращивается на Карибских островах и Центральной Америке, где вытесняет «Лакатан» и «Гро-Мишель».
  - Валери («Valery») — одно из самых высоких растений из группы Кавендиш. По пищевым свойствам почти не отличается от «Робуста», но плод, в отличие от других сортов этой группы, при приготовлении твердеет и по консистенции напоминает воск. Устойчив к «панамской болезни», однако восприимчив к чёрному долгоносику и круглым червям.
  - Айс-крим («Ice Cream», «Cenizo», «Krie») — высокое (300—450 см) растение с длинным цветочным стеблем. Выращивается на Гавайских островах, на Филиппинах и в Центральной Америке. Плод 17,5—22,8 см длиной; в отличие от других сортов, в незрелом виде имеет голубоватый с серебристым оттенком цвет, а при созревании становится бледно-жёлтым. Мякоть белая, сладкая.
  - Майсур («Mysore», «Fillbasket», «Poovan») — индийский сорт, 420—480 см высотой; занимает около 70 % всей банановой индустрии в этой стране. Назван в честь города Майсур, второго по величине в штате Карнатака. Также выращивается в Бирме, Таиланде, Малайзии и на Цейлоне. Устойчив к «панамской болезни». Плоды среднего размера, тонкокожие, ярко-жёлтые, кисло-сладкие на вкус.
  - Раджапури («Rajapuri») — также индийский сорт, 210—240 см высотой. Выращивается на небольших участках на периферии полей; устойчив к сильному ветру, неплодородным почвам и даже лёгким заморозкам. По сравнению с другими сортами листья более широкие — до 90 см. Плод крупный и очень сладкий.

#### Пищевая ценность
Пищевые свойства бананов на 100 г продукта:
|                           | Десертные бананы | Десертные бананы | Десертные бананы | Десертные бананы | Платано     | Платано                  | Платано |
| Спелые                    | Зелёные          | Сушёные          | Мука (зелёные)   | Спелые           | Зелёные     | Сушёные (в зелёном виде) |         |
| ------------------------- | ---------------- | ---------------- | ---------------- | ---------------- | ----------- | ------------------------ | ------- |
| Калорийность (ккал)       | 65,5—111         | 108              | 298              | 340              | 110,7—156,3 | 90,5—145,9               | 359     |
| Влагосодержание (г)       | 68,6—78,1        | 72,4             | 19,5—27,7        | 11,2—13,5        | 52,9—77,6   | 58,7—74,1                | 9,0     |
| Белки (г)                 | 1,1—1,87         | 1,1              | 2,8—3,5          | 3,8—4,1          | 0,8—1,6     | 1,16—1,47                | 3,3     |
| Жиры (г)                  | 0,016—0,4        | 0,3              | 0,8—1,1          | 0,9—1,0          | 0,1—0,78    | 0,10—0,12                | 1,4     |
| Углеводы (г)              | 19,33—25,8       | 25,3             | 69,9             | 79,6             | 25,50—36,81 | 23,4—37,61               | 83,9    |
| Клетчатка (г)             | 0,33—1,07        | 1,0              | 2,1—3,0          | 3,2—4,5          | 0,30—0,42   | 0,40—0,48                | 1,0     |
| Зола, включая калий (г)   | 0,60—1,48        | 0,9              | 2,1—2,8          | 3,1              | 0,63—1,40   | 0,63—0,83                | 2,4     |
| Кальций (мг)              | 3,2—13,8         | 11               |                  | 30—39            | 5,0—14,2    | 10,01—12,2               | 50      |
| Фосфор (мг)               | 16,3—50,4        | 28               |                  | 93—94            | 21,0—51,4   | 32,5—43,2                | 65      |
| Железо (мг)               | 0,4—1,50         | 0,9              |                  | 2,6—2,7          | 0,11—0,40   | 0,56—0,87                | 1,1     |
| β-каротин (мг)            | 0,006—0,151      |                  |                  |                  | 0,11—1,32   | 0,06—1,38                | 45      |
| Витамин B1 (мг)           | 0,04—0,54        |                  |                  |                  | 0,04—0,11   | 0,06—0,09                | 0,10    |
| Витамин B2 (мг)           | 0,05—0,067       |                  |                  |                  | 0,04—0,05   | 0,04—0,05                | 0,16    |
| Витамин PP (мг)           | 0,60—1,05        |                  |                  |                  | 0,48—0,70   | 0,32—0,55                | 1,9     |
| Аскорбиновая кислота (мг) | 5,60—36,4        |                  |                  |                  | 18—31,2     | 22,2—33,8                | 1,0     |
| Триптофан (мг)            | 17—19            |                  |                  |                  | 8—15        | 7—10                     | 14,0    |
| Метионин (мг)             | 7—10             |                  |                  |                  | 4—8         | 3—8                      |         |
| Лизин (мг)                | 58—76            |                  |                  |                  | 34—60       | 37—56                    |         |

#### Блюда
В странах с умеренным климатом бананы чаще всего воспринимаются как десертный продукт, который употребляют в пищу в свежем очищенном виде либо используют в качестве добавок в кондитерские изделия и мороженое. Однако в тропиках чаще всего находят применение плантаны — бананы, требующие предварительной термической обработки. Около 80 % всех культивируемых бананов относятся именно к этой категории.

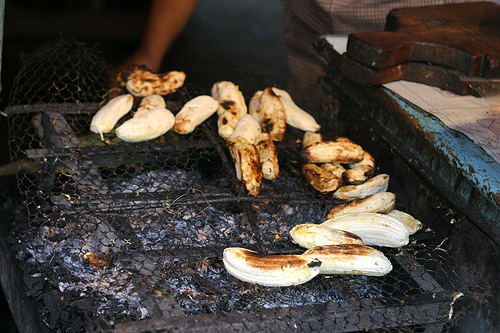
Поджаренные на углях бананы. Традиционная форма приготовления бананов на острове Суматра в Индонезии

На островах Карибского моря их варят в кожуре, при этом иногда добавляя всевозможные приправы — соль, уксус, чёрный перец, оливковое масло, лук, чеснок и пр. В Коста-Рике из них изготавливают так называемый «мёд» — густой сироп, образующийся после длительной варки очищенных плодов. Поджаренные в оливковом масле бананы считаются обычным гарниром к различным блюдам. Во многих странах Латинской Америки (Гондурасе, Доминиканской Республике, Колумбии, Коста-Рике, Кубе, Никарагуа, Панаме, Перу, Пуэрто-Рико, Тринидаде и Тобаго, Эквадоре и Ямайке) популярно блюдо под названием мадурос (maduros) — спелые и очищенные плантаны разрезают на косые дольки толщиной 3—4 мм, посыпают солью и жарят на масле до образования золотисто-коричневой корочки. Перед употреблением кладут на тарелку, покрытую бумажным полотенцем. В Венесуэле известно национальное блюдо йо-йо (Yo-Yo) — между двумя дольками жареных бананов кладётся кусочек мягкого белого сыра, и всё это скрепляется деревянной зубочисткой.
В Перу распространено блюдо на каждый день из Платанос — чаппо. С зелёных плантанов снимают кожуру, варят около 20 минут, после чего толкут. Полученное пюре и есть чаппо. Бывает двух видов: обычное и сладкое. Для сладкого варианта берутся зрелые плантаны — мадурос (maduros).
В Полинезии и на других островах Тихого океана незрелые плоды целиком запекают на камнях. Когда бананы поспевают, их плоды разрезают на дольки, добавляют кокосы или кокосовый крем, заворачивают в банановые листья и пекут в печи. У полинезийцев существует традиция приготовления блюда маси (masi) — своеобразных консервов из бананов или плодов хлебного дерева, заготавливаемых на случай голода. Вначале на дно ямы стелют банановые листья. Затем в яму слоями складываются плоды, предварительно завёрнутые в листья геликонии. Яма укрывается ещё одним слоем банановых листьев и сверху придавливается гнётом. Перебродившая масса готова к употреблению уже через месяц и сохраняется в течение года. Перед употреблением её формуют в виде печенья или лепёшек и запекают в печи.
В Кот-д’Ивуаре популярно блюдо под названием алоко (Aloco) — дольки плантанов вместе с помидорами, луком и красным перцем жарят на пальмовом масле и подают к жаренной на гриле рыбе. В Западной Африке, и особенно в Нигерии, известно кушанье ева-додо (Ewa dodo) — в нём бананы служат гарниром к тунцу или креветкам. В Гане из бананов, с добавлением теста из кукурузной муки, приправ из лука, имбиря и перца, делают оладьи, известные под названием «фатал» (fatale). Рагу «фуфу» (fufu), употребляемое вместе с супом, содержит в том числе и бананы.
На Филиппинах популярен т. н. банановый кетчуп, который появился во Вторую мировую войну, во время японской оккупации, когда обычный томатный кетчуп был дефицитом. Он изготавливается из бананового пюре с сахаром, уксусом, специями и красным пищевым красителем.

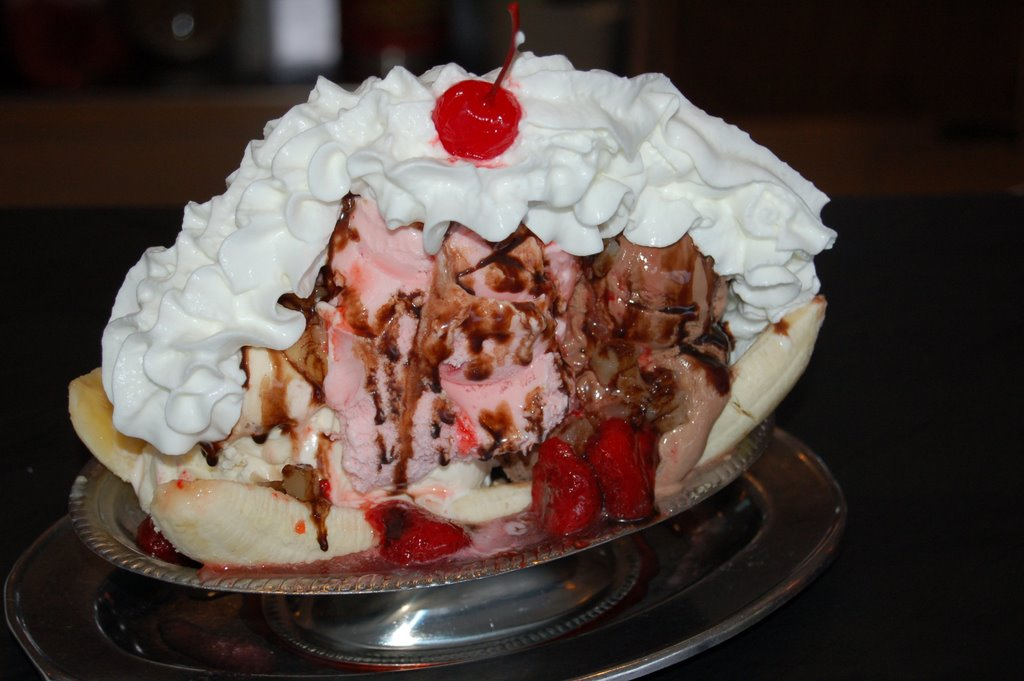
Банановый сплит

В США популярно блюдо «разделанный банан». Блюдо представляет собой дольки банана, уложенные на тарелку с мороженым, и взбитыми сливками сверху. Такой десерт часто употребляется после «формального» обеда в ресторане.
Помимо плода банана, в Бенгалии и Керале в пищу употребляется также и цветок соцветия: либо в сыром виде после макания его в соус, либо в варёном виде в супах и подливах (т. н. керри или карри).

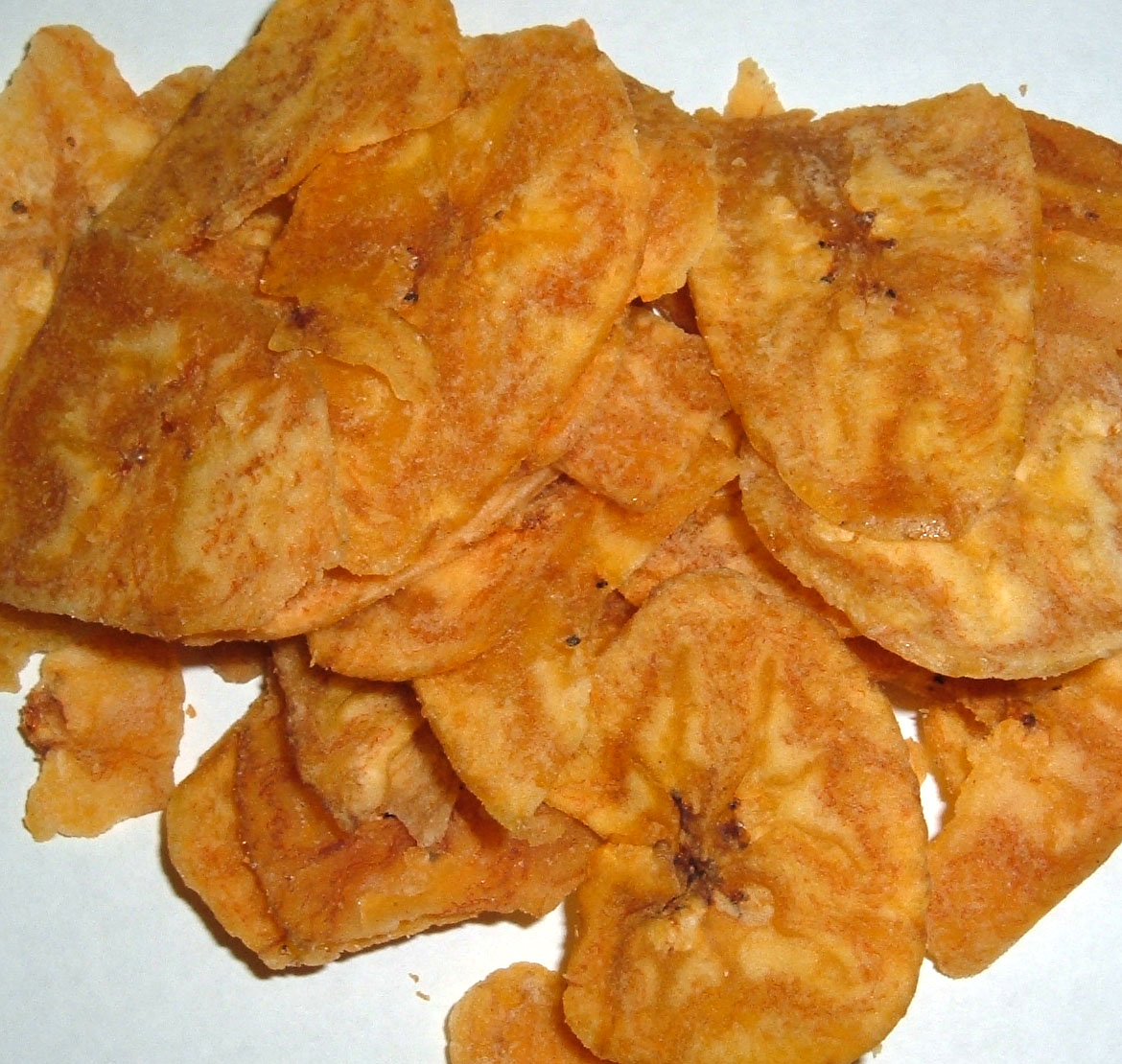
Банановые чипсы

Бананы идут на изготовление детского питания, джемов, кексов, суррогатного кофе, мороженого и чипсов. Мука из бананов является одним из компонентов кондитерских изделий. Из плодов изготавливают различные напитки, в том числе и алкогольные — пиво и вино. Сушёные бананы, известные как «банановые фиги», могут храниться достаточно продолжительное время. Кроме собственно плодов, в пищу могут употребляться молодые побеги растений — например, в Индии их едят как овощи и добавляют в соус карри.

### В альтернативной медицине и косметологии
Все части растений банана находят применение в альтернативной медицине. Цветки растений используют при лечении дизентерии, язвы желудка и бронхита. Настой цветков также заваривают при диабете. Вяжущий сок растений помогает при неврологических расстройствах, эпилепсии, лепре, расстройстве желудка, обильном кровотечении. Листья молодых растений обладают свойством заживлять ожоги и кожные раны. Корни используют при лечении нарушения пищеварения и дизентерии. Обладая множеством полезных минеральных веществ, плоды бананов способны помочь при анемии (содержащееся в них железо необходимо для выработки гемоглобина), повышенном кровяном давлении (калий способствует его снижению), депрессии, изжоге (по наблюдениям учёных, содержащийся в банане триптофан способствует улучшению пищеварения) и предменструальном синдроме. В косметологии кожуру бананов используют как натуральное средство для удаления бородавок.

### Корм для скота
Отходы культурных сортов, а также некоторые неиспользуемые в пищу виды этих растений часто идут на корм домашним животным. Несозревшими плодами часто кормят находящийся поблизости крупный рогатый скот, хотя такие плоды и имеют небольшой слабительный эффект. Варёные отбросы, а также банановую муку охотно употребляют в пищу домашние свиньи. Также иногда бананы составляют часть рациона бройлеров.

### Другие применения

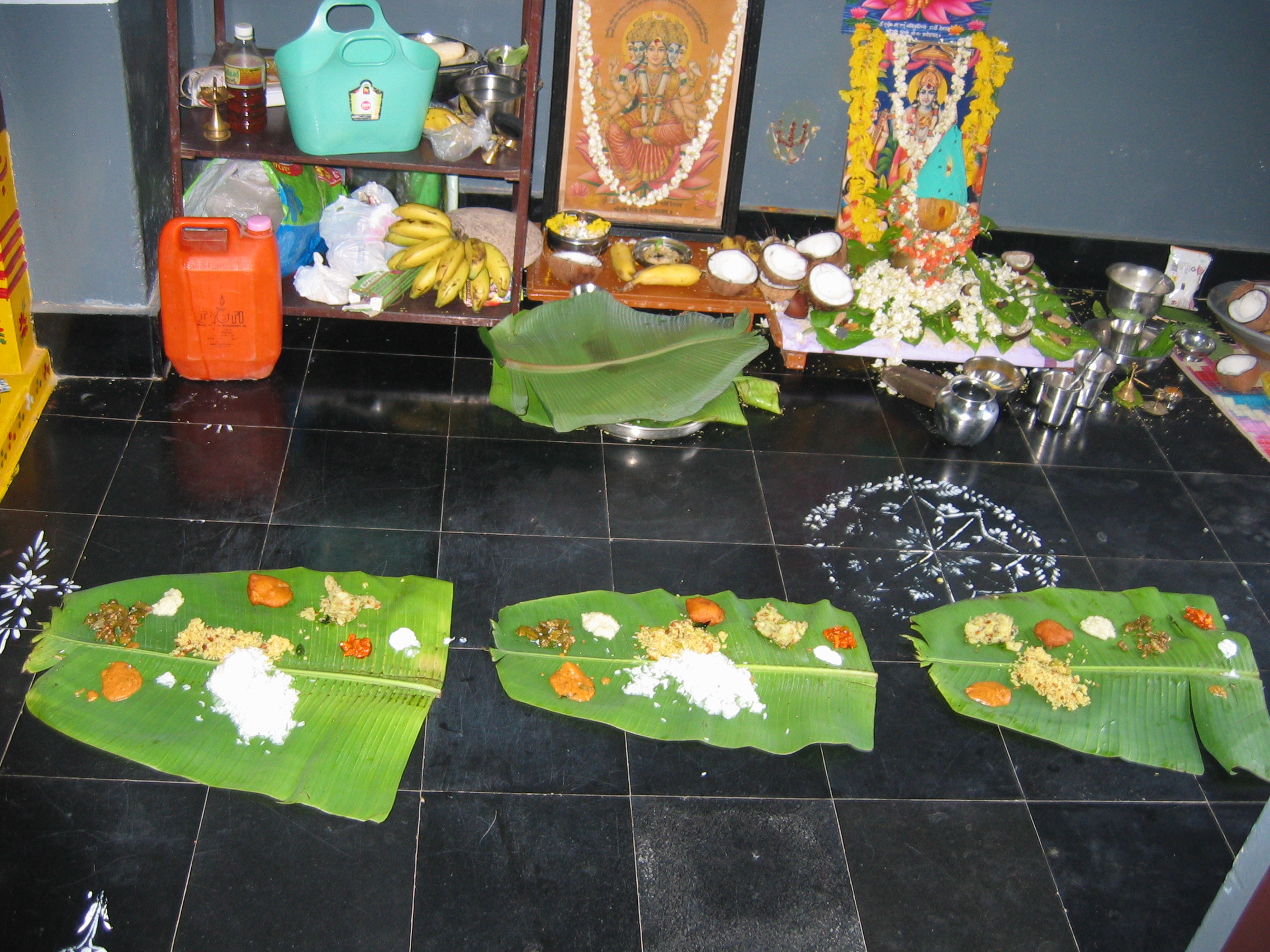
Во время традиционных индуистских церемоний пища, предложенная божеству (прасада), может подаваться на банановом листе

Ложные стебли идут на строительство плотов и подушек для сидений. В Западной Африке из этих стеблей делают рыболовные снасти. На Филиппинах стебли добавляют в прозрачные ткани, из которых шьют женские блузки и мужские рубашки. Высушенную кожуру бананов, благодаря большому количеству содержащегося в ней танина, используют как чёрное красящее вещество для кожаных изделий. Она также применяется при изготовлении мыла, так как её зола содержит углекислый калий.
Широкую известность получил банан текстильный, или абака (Musa textilis) — полученное из ложного стебля этого вида лёгкое и прочное волокно, известное как манильская пенька, идёт на изготовление морских канатов и рыболовных сетей. Так называемый абиссинский банан (Musa ensete), чаще относимый к роду Ensete (Ensete ventricosum), выращивают в Африке в качестве пищевого и одновременно текстильного растения.
Банановые листья часто служат декоративными элементами в церемониях буддистской и индуистской культур. Они также используются в качестве подносов или тарелок для традиционной южно-азиатской пищи, которую употребляют без столовых приборов, в таких странах, как Индия и Шри-Ланка. Индийцы полагают, что банановый лист, на котором подаётся обед, придаёт пище своеобразный вкус.
На юге Мексики банановые листья часто служат для приготовления традиционного блюда «тамале» вместо более типичного для этого листа кукурузы (в лист заворачивают начинку из мяса или бобов, и этот «пирожок» затем варят в кастрюле). Банановые листья часто служат обёрточным и упаковочным материалом для продуктов и как своеобразный «зонтик» или «плащ» от дождя. В странах Латинской Америки бананами Fe'i banana покрывают крыши и даже применяют как обёрточную бумагу при изготовлении сигарет. Помимо этого, банановый лист также используется некоторыми индийцами в качестве туалетной бумаги. Некоторые фермеры выращивают бананы исключительно для сбора урожая листьев.
Густаво Кастро из Института биологических наук (Бразилия) и его коллеги предложили использовать бананы для очищения питьевой воды от тяжёлых металлов (меди и свинца). Для этого в бочки добавляется высушенная и измельчённая кожура бананов, очищающая воду в течение 10 минут. Фильтры из кожицы бананов могут работать 11 циклов без потери свойств. Этот способ проявил себя лучше некоторых других с использованием различных веществ, однако подходит только для промышленного применения.

## Болезни и вредители
За долгие годы разведения бананов люди смогли вывести сорта, обладающие наилучшими вкусовыми качествами, однако при этом в значительной степени снизили их разнообразие — остальные просто не выдерживали конкуренции. В результате широкое распространение получили заболевания и паразиты, поражающие лишь эти сорта. В отличие от дикорастущих видов, культурные растения способны размножаться лишь вегетативным способом, так как их плоды почти не содержат семян. Тем самым выведение новых сортов, устойчивых к болезням и паразитам, оказалось довольно проблематичным — для селективного отбора требуются семена, а на триста плодов приходится только одно семечко. В результате культивирование этих фруктов оказалось под угрозой прекращения.

### Болезни
Одной из самых больших угроз для банановой индустрии в целом является так называемая «Панамская болезнь» — заболевание, вызываемое грибком Fusarium oxysporum f.sp. cubense. Впервые этот грибок был обнаружен в Суринаме, и к 1920-м годам им были заражены практически все банановые плантации Центральной Америки, включая и Гондурас — самого крупного экспортёра в те годы. Грибок обитает в земле, однако через повреждённые корни проникает в листья и окрашивает их в жёлтый цвет, после чего те отмирают. В 1950-е годы один из самых популярных сортов бананов «Гро-Мишель» практически полностью исчез под действием этой болезни. По словам директора Тайваньского исследовательского института бананов Хуана Синь-чуань, «панамская болезнь — это как рак. Неизвестно в точности, отчего она начинается, и против неё нет эффективных средств». Единственный способ избежать распространения этой болезни — это изолировать заражённые растения или использовать новые необработанные участки. В результате борьба с грибком привела к уничтожению миллионов акров влажных тропических лесов.
Сигатока — заболевание, вызываемое паразитическим грибком Mycosphaerella musicola (в конидиальной стадии Cerospora musae). Впервые было зафиксировано в 1902 году в Индонезии на острове Ява. Название получило благодаря долине Сингатока на острове Фиджи, где болезнь появилась в 1913 году. Позднее грибок попал в Латинскую Америку, где нанёс большой ущерб местным плантациям бананов. При поражении он вначале вызывает мелкие желтовато-коричневые пятнышки на листьях, которые затем увеличиваются в размерах и приобретают тёмно-фиолетовые оттенки. Плоды заражённых растений становятся кислыми на вкус. Заболевание успешно лечится фунгицидами.
Чёрная сигатока — по сравнению с обычной сигатокой более серьёзное заболевание, вызывается грибком Mycosphaerella fifiensis var. difformis. Плохо поддаётся лечению, к новым фунгицидам быстро вырабатывает иммунитет и грозит полностью уничтожить все выращиваемые бананы. Болезнь была обнаружена в Гондурасе в 1969 году, после чего быстро распространилась в других странах Латинской Америки, а к 1973 году охватила Полинезию, Гавайские острова, Филиппины, Малайзию и Тайвань. В настоящее время учёные пытаются найти новые противогрибковые средства либо вывести сорта, устойчивые к этому заболеванию.
Болезнь моко, или бактериальный вилт, вызывается бактерией Pseudomonas solanacearum. Поражает также и другие культуры — баклажаны, перец, помидоры и табак. Вызывает распад тканей растений. Болезнь моко распространена, главным образом, в Западном полушарии, где некоторое время назад[когда?] нанесла серьёзный экономический ущерб.

### Вредители
Среди вредителей наиболее опасны для бананов круглые черви, или нематоды (Nematodes) — эти обитающие в почве паразиты проникают в корневища растений, чем способствуют распространению в них грибка Fusarium oxysporum и последующему гниению. Наибольший ущерб плантациям приносят следующие виды нематод: Pratylenchus coffaea, Meliodogyne incognita, Scutellonema brachyurum, Helicotylenchus multicinctus, Helicotylenchus nannus, Radopholus similis.
Другим часто встречающимся вредителем бананов является чёрный долгоносик (Cosmopolites sordidus) — этот жук прогрызает стебель растений в их основании и по нему прокладывает себе туннель наверх.

## Банан в искусстве

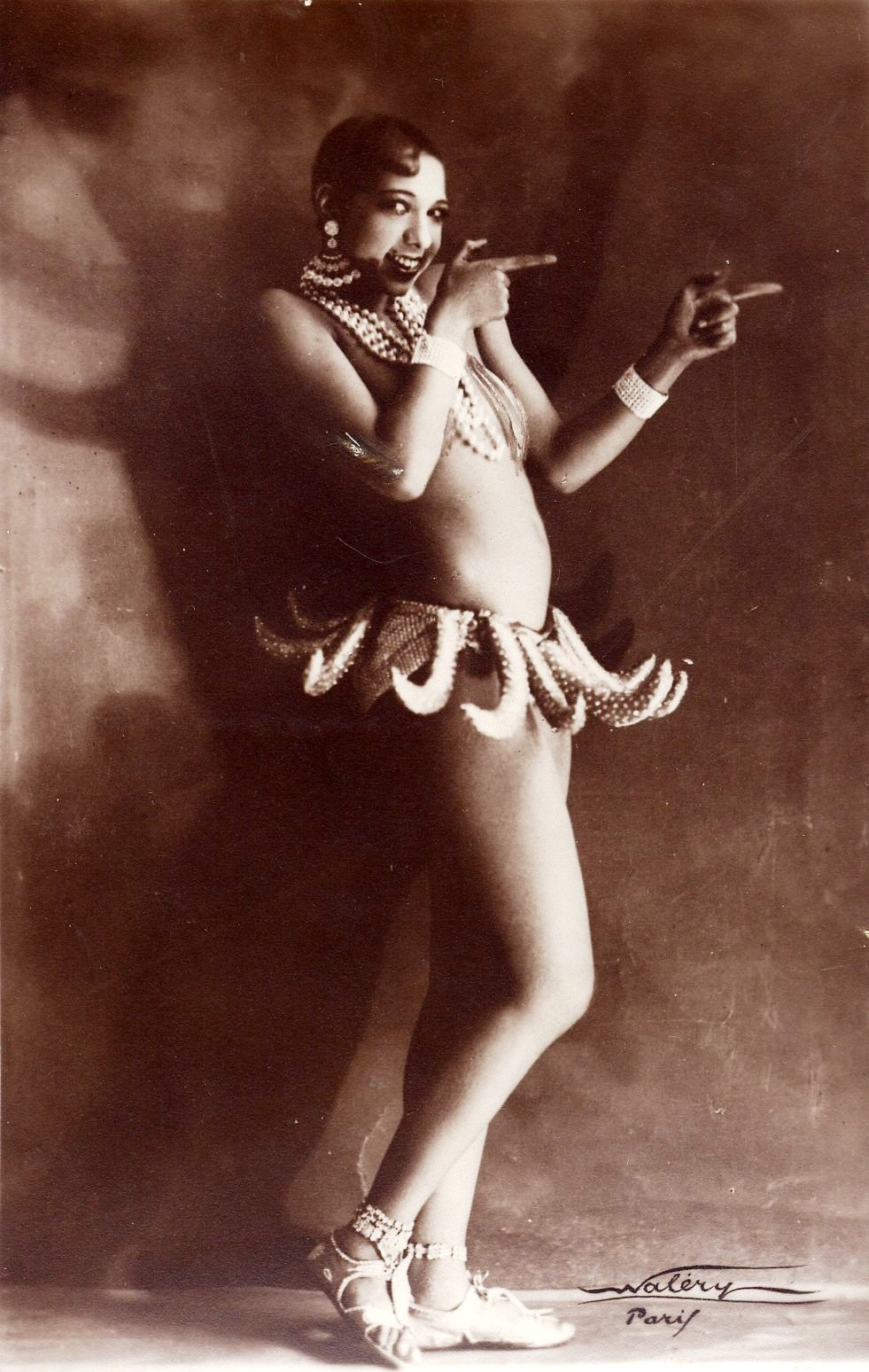
Танцовщица Жозефин Бейкер одета для «бананового танца» (Danse banane). Париж, 1927 год

- Хит 1923 года в США назывался Yes! We Have No Bananas.
- Банан получил широкое распространение в искусстве. В начале XX века банан воспринимался публикой как экзотический фрукт из тропических стран, где туземцы ходят практически нагими. Американская танцовщица-мулатка Жозефин Бейкер (англ. Josephine Baker), подыгрывая таким настроениям, выступала в костюме, сделанном из бананов, в результате чего стала одной из самых популярных актрис во Франции[52].
- На обложке дебютного альбома альтернативной группы The Velvet Underground, The Velvet Underground and Nico, был изображён подгнивший жёлтый банан. Этот рисунок, сделанный Энди Уорхолом, является одной из самых знаменитых и узнаваемых обложек альбома в мире[53].
- 17-й студийный альбом группы Deep Purple 2003 года называется «Bananas»[54].
- Банан часто также используется в кинематографии и мультипликации. В мультфильмах распространены сцены, когда персонаж поскальзывается на банановой кожуре. В художественных фильмах банан часто используется в качестве фаллического символа в комических сценах, например в фильме Вуди Аллена «Знаменитость».[источник не указан 1928 дней]
- Инсталляция современного итальянского художника Маурицио Каттелана «Комик», представляющая собой обычный банан, приклеенный серым скотчем к стене, на выставке современного искусства «Арт-Базель» в Майами-Бич была продана за 120.000 долларов[55][значимость факта?].

## Факты
- Слово «банан», созвучное во всех современных европейских языках, было по всей видимости заимствовано португальцами либо испанцами в 1590—1600 годах из западноафриканских языков: волоф, мандинка («banana») либо ваи («bana»)[56].
- Бананы, как и многие другие продукты (картофель, бобы, семечки подсолнечника, орехи) имеют природный уровень радиоактивности выше среднего из-за повышенного содержания калия-40 (см. Банановый эквивалент). Съеденный банан не повышает уровня радиации в организме, поскольку избыточный калий, полученный из банана, приводит к выводу из организма эквивалентного количества изотопа в процессе метаболизма.[источник не указан 2697 дней]
- Подобно бананам, недозрелые плоды хлебного дерева используются как овощи, а зрелые, более сладкие — как фрукты.
- Гривистый волк — хищное млекопитающее семейства псовых — ест бананы[57].
- В 1930-е годы в нацистской Германии бананы были объявлены «непатриотичным» фруктом (необходимая для их закупки валюта использовалась для других целей). В рамках этой кампании немецкие доктора выступали с «предупреждениями о вредности» банана, употребление которого якобы приводит к «завороту кишок». Распорядители фруктовых магазинов должны были вывешивать плакаты с надписью «Настоящий патриот ест немецкие яблоки»[58][59].
- В Исландии, расположенной возле Северного полярного круга, после Второй мировой войны занимаются выращиванием бананов.
- На кенийском референдуме о принятии конституции 2005 года сторонники проекта использовали в качестве своего символа банан, а противники — апельсин[60].
- В Китае запрещены онлайн-видеотрансляции «соблазнительного поедания бананов»[61].